# Bohemanella frigida
Espèce
Bohemanella frigida est une espèce d'insectes orthoptères de la famille des Acrididae.

## Liste des sous-espèces
Selon GBIF (25 décembre 2024) :
- Bohemanella frigida frigida (Boheman, 1846)
- Bohemanella frigida kamtchatkae (Sjöstedt, 1935)
- Bohemanella frigida strandi (Fruhstorfer, 1921)

## Systématique
Le nom valide complet (avec auteur) de ce taxon est Bohemanella frigida (Boheman, 1846).
L'espèce a été initialement classée dans le genre Gryllus sous le protonyme Gryllus frigidus Boheman, 1846.
Bohemanella frigida a pour synonymes :
- Gryllus frigidus Boheman, 1846
- Melanoplus frigidus (Boheman, 1846)